# Farfars ören
Farfars ören är en ö i Åland (Finland). Den ligger i Skärgårdshavet och i kommunen Vårdö i landskapet Åland, i den sydvästra delen av landet. Ön ligger omkring 31 kilometer nordöst om Mariehamn och omkring 250 kilometer väster om Helsingfors.
Öns area är 4,3 hektar och dess största längd är 350 meter i nord-sydlig riktning. Ön höjer sig omkring 5 meter över havsytan.